# Club Atlético Defensor Lima
El Club Atlético Defensor Lima es un club de fútbol de Perú, del distrito de Breña en la Provincia de Lima. Fue fundado el 31 de julio de 1931. Afiliado a la Federación Peruana de Fútbol, inscrito en los Registros Públicos de Lima e Indecopi (exigencia FPF), como persona jurídica (SUNARP).
Militó en Primera División donde llegó a ser Campeón Nacional del Fútbol Peruano en 1973 representando al Perú en la Copa Libertadores 1974, y en Segunda División donde consiguió dos títulos más ascendiendo a Primera División Profesional Peruana de Fútbol. Su mayor logro se dio al ganar su único título internacional, el de la  Copa Simón Bolívar 1974, siendo el primer club peruano en ganar un torneo de esta índole. 
Las malas gestiones después de la muerte del presidente del club, el Sr. empresario Luis Banchero Rossi, de nacionalidad italo-peruana hicieron que este histórico club sufriera las consecuencias de sus dirigentes llevándolo hasta su liga de origen totalmente en quiebra económica y deportiva perdiendo la categoría de primera división a segunda, y terminar jugando amateur en la liga distrital Copa Perú. Defensor Lima , así como SC , "U" y Alianza Lima son los únicos equipos peruanos que llegaron a semifinales en la Copa Libertadores de América.

## Historia

### Fundación 1931

Escudo de Lima.

El equipo de los carasucias de Breña como se les conoce, fue fundado un 31 de julio de 1931. El nombre surge como producto de la gira internacional, en la llamada gira del pacífico en junio de 1929, del famoso club violeta Uruguayo, llamado entonces Club Atlético Defensor, dio la idea inicial que despertó el entusiasmo de los fundadores para bautizar bajo el nombre de Club Atlético Defensor Chacra Colorada dando inicio a la historia del equipo. Luego variaría al nombre de Club Deportivo Defensor Breña. El equipo con la presidencia del Señor Rómulo Martínez Aparcana  y su primera secretaria, la señora Luz Martínez, participó en algunas ligas deportivas de Lima hasta tomar la decisión de afiliarse a la Federación Peruana de Fútbol; es en estas circunstancias que la señorita Delia Vargas, quien se desempeñaba como secretaria de la Federación Peruana de Fútbol, sugiere que el nombre sea sustituido por el de Club Atlético Defensor Lima, para darle mayor realce.
Para 1936 el pueblo de Chacra Colorada ya sabía de los primeros triunfos de este esforzado Defensor peruano, que jugaba sus partidos en la cancha de "La Cocina" colindante con el colegio La Salle, ubicado en la avenida Arica. En 1937 logró el campeonato invicto en la tercera división de la Liga de Lima siendo su arquero Augusto Beltrán Urbina premiado con cortes gratis en la peluquería "Defensor Lima" del aún no creado distrito de Breña (distrito creado en 1949).
Defensor Lima obtendría el campeonato de Liga en 1951, pero no recibiría el ascenso a la Segunda División debido a que la FPF dispuso que desde 1951 a 1953, el ascenso y descenso solo sería entre la Primera y la Segunda División. En la Segunda División, no habría Promoción (el peor de la Segunda división versus el mejor de la Liga, el ganador asciende o se mantiene en Segunda, el perdedor desciende o se mantiene en la Liga), ni Descenso.

Manteniéndose en la Segunda División 10 equipos de 1951 a 1953: KDT Nacional, Porvenir Miraflores, Defensor Arica, Atlético Lusitania, Jorge Chávez, Unión Carbone, Santiago Barranco, Juventud Gloria y Carlos Concha (como campeón 1953 ascendió a Primera División 1954), mientras que Association Chorrillos estuvo en 1951 (como campeón ascendió a Primera División 1952) y 1953, y Unión Callao en 1952 (como campeón ascendió a Primera División 1953).

### Ascenso a Segunda División 1958
En 1957, inscrito en la liga de Lima, clasifica al regional (una especie de tercera división pues de este torneo subían los equipos a la segunda división antes que el torneo se expandiera a todas las regiones del Perú) luego de lograr el título de Lima Metropolitana, enfrenta y vence en el triangular de campeones al Sport Dinámico representante del Callao y Defensor Espinar representante de los balnearios procedente de Miraflores logrando el ascenso a la Segunda División de 1958.
En 1960 luego de una infartante lucha por el ascenso con Carlos Concha y KDT, finalmente el duelo lo ganó el cuadro granate logró el título de esta categoría el 6 de noviembre tras vencer en la penúltima fecha a Unidad Vecinal N.º 3 por 1-0. De esta manera el equipo dirigido por Adelfo Magallanes consiguió el ascenso a Primera.

### Ascenso a Primera División 1961
Su primera participación en la división de honor se dio en el campeonato de 1961 donde terminó en el puesto número seis. En el campeonato de 1965 el equipo quedó en el cuarto puesto y figura como goleador de Primera División del Perú del año Carlos Urrunaga con 16 goles. En el Campeonato Descentralizado 1967 el equipo quedó en el cuarto puesto, en dicho campeonato en el penúltimo partido se le ganó y en consecuencia se le envió a la baja al Deportivo Municipal.

### Primer Título 1973

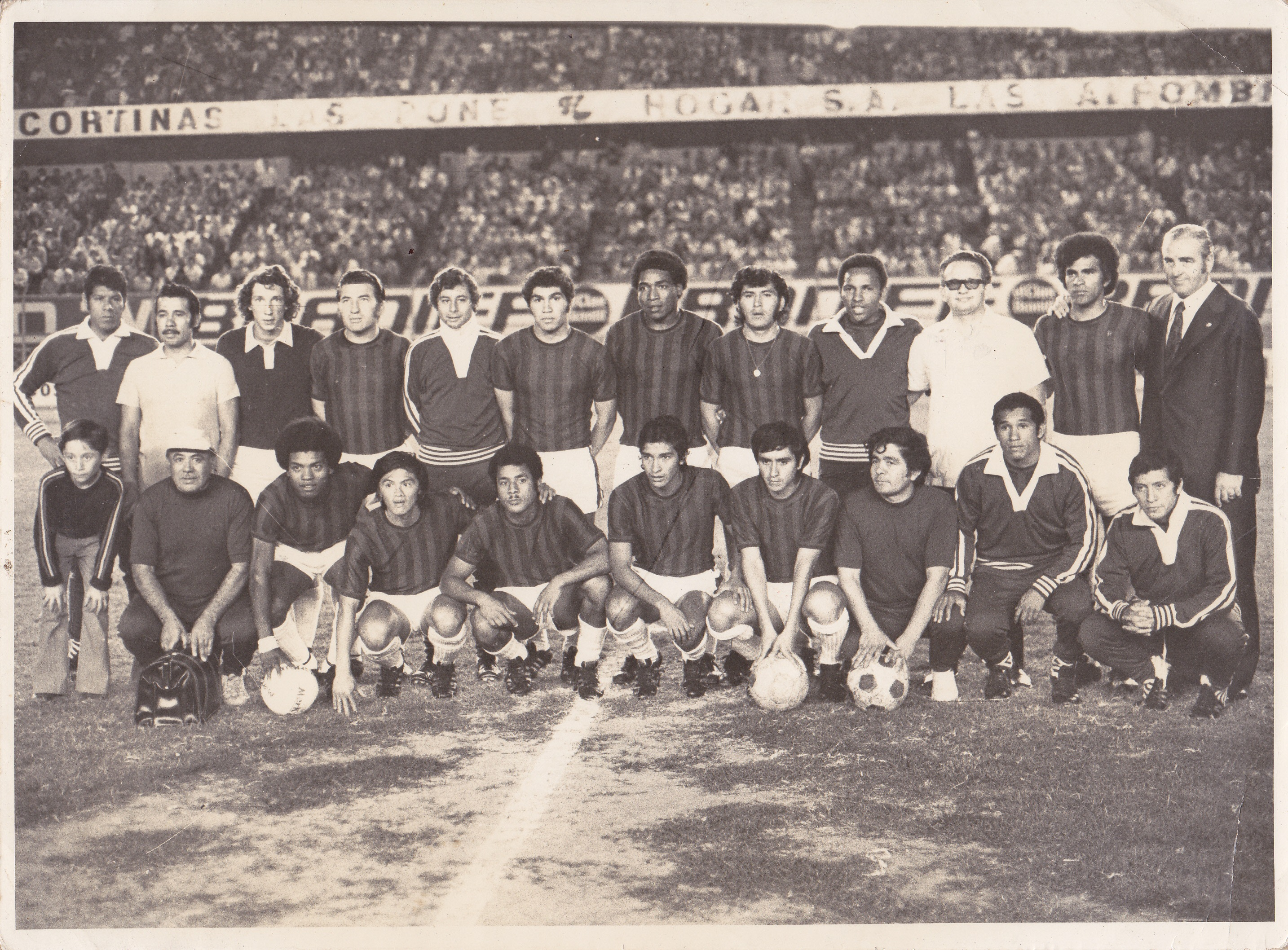
Plantel que logró el Descentralizado de 1973.

En 1970 el Defensor Lima mientras la selección Peruana participaba en el mundial México 70 participa en un torneo llamado Copa Presidente de la República, llamado también Mundialito Un mes antes que la selección peruana comience su participación en el Mundial de México, la Asociación Peruana de Fútbol decidió organizar un torneo que pusiera en actividad a los equipos que ese año iban a disputar el Descentralizado a los que se juntaron tres cuadros de la Copa Perú que resultaron invitados por su destacado papel en la última Finalísima que se jugó en Lima: FBC Melgar, Unión Ocopilla y Deportivo Garcilaso, llegando hasta las semifinales donde perdió 0 – 1 contra el Melgar. El mismo año asume la presidencia el empresario pesquero Luis Banchero Rossi, el equipo pasó a formar parte del Holding Operaciones y Servicios S.A. (OYSSA). El Grupo Banchero centralizó el control y operaciones de sus empresas en un edificio del Centro de Lima, en el jirón Huancavelica, donde funcionaba la empresa "Operaciones y Servicios S.A." (OYSSA). Su gran aporte económico y su amplia visión formaron la base del equipo que obtendría grandes logros a nivel nacional e internacional, entre sus principales contrataciones Luis Banchero Rossi contrato al uruguayo Roque Gastón Máspoli y jugadores de talla mundial de la selección peruana entusiasmado por la clasificación al mundial de 1970 y la gran actuación en el Mundial México 70. -Pese a que fue asesinado
 
el 1 de enero de 1972, otra cosa hubiera sido si no sucedía su lamentable deceso-, el proyecto continuó a través de OYSSA, aunque el equipo sintió el duro golpe, continuo siendo el animador del torneo nacional. En los torneos campeonato de 1972 y el campeonato de 1973 figura como goleador de Primera División del Perú Francisco Gonzales con 20 y 25 goles respectivamente.
En 1973 el Defensor Lima contrató a la base del equipo que conformaba la selección peruana, este equipo es recordado por la calidad de jugadores que lo conformaron, respetado por hinchas y rivales. Entre los jugadores se encontraban Barbadillo, José Fernández, Guillermo La Rosa, César Peralta, José Navarro, Roberto Chale y los argentinos Miguel Tojo, Néstor Verderi y Pedro Alexis González. Bajo la batuta de Roque Gastón Máspoli y con ellos, Defensor Lima consiguió su único título profesional. A fines del mismo año el 22 de diciembre de 1973 derrotó por 3 a 0 en un partido donde el rival de turno Alianza Lima tuvo 5 expulsiones

### Participación destacada Copa Libertadores de América 1974
Obtenido el derecho a participar en la Copa Libertadores 1974 como campeón Peruano lograría el primer lugar de su grupo en primera fase por delante de El Nacional, Universidad Católica de Quito y del Sporting Cristal, clasificando a las semifinales del torneo donde sería superado por Sao Paulo y Millonarios de Bogotá.

### Copa Simón Bolívar 1974
Fue invitado a participar en la cuarta edición de la Copa Simón Bolívar, (salvo el de 1972 que participaron 2 equipos),Torneo internacional disputado en Venezuela bajo el sistema de todos contra todos, por ser el Campeón Peruano. El torneo se disputó en enero de 1975 agrupaba a los campeones de las temporadas de 1973 de los países que independizo en su corriente libertadora del norte Simón Bolívar. Con la excepción en esta ocasión de un representante de Bolivia, los demás participantes fueron: 

| Atlético Nacional Campeón Colombiano. | El Nacional Campeón Ecuatoriano. | Portuguesa FC Campeón Venezolano. |

Coronándose el Defensor Lima campeón de dicho certamen de manera invicta y siendo el primer club peruano en ganar un torneo internacional (luego la ganaría Alianza Lima en 1976, Cienciano ganaría la Copa Sudamericana en 2003 y Universitario de Deportes ganaría la Copa Libertadores Sub-20 en 2011). A la oncena que formó durante el torneo, la plantilla estuvo conformada en el último partido contra Portuguesa FC por: Néstor Verderi; José Navarro, José Fernández, Eduardo Stucchi, Antonio Trigueros; Raúl Párraga, Carlos Valdivia, Roberto 'Titín' Drago; Francisco Gonzales, Guillermo La Rosa y Gerónimo Barbadillo.

### Amistosos contra clubes extranjeros
| Fecha                 | Ciudad    | Local             | Marcador                                                                                                | Visitante                |
| --------------------- | --------- | ----------------- | --- | ------------------------ |
| enero 1967            | Lima      | Defensor Lima     | 0 – 0                                                                                                   | Cerro                    |
| 25 de enero de 1967   | Lima      | Defensor Lima     | 0 – 2                                                                                                   | Botafogo                 |
| enero 1967            | Lima      | Defensor Lima     | 0 – 1                                                                                                   | Estrella Roja            |
| 1968                  | Lima      | Defensor Lima     | 2 – 1                                                                                                   | Estudiantes de La Plata  |
| 1968                  | Lima      | Defensor Lima     | 1 – 0 (enlace roto disponible en Internet Archive; véase el historial, la primera versión y la última). | Cagliari                 |
| marzo 1972            | Lima      | Defensor Lima     | | Nacional                 |
|                       | Lima      | Defensor Lima     | 6 – 2                                                                                                   | Zeljeznicar Ferroviarios |
|                       | Lima      | Defensor Lima     | 1 – 2                                                                                                   | Ujpest Dozsa             |
| 10 de febrero de 1974 | Lima      | Defensor Lima     | 3 – 1                                                                                                   | Spartak Trnava           |
| 1974                  | Guayaquil | Emelec            | 0 – 0                                                                                                   | Defensor Lima            |
| 26 de enero de 1975   | Caracas   | Deportivo Galicia | 2 – 3                                                                                                   | Defensor Lima            |
| 30 de enero de 1975   | Guayaquil | Barcelona         | 1 – 1                                                                                                   | Defensor Lima            |
| 1 de febrero de 1975  | Cuenca    | Deportivo Cuenca  | 1 – 1                                                                                                   | Defensor Lima            |

### Expropiación y descenso hasta la liga mayor de Lima
El gobierno de facto de Juan Velasco Alvarado expropio las empresas del grupo Banchero (OYSSA), por lo que el equipo pasó a ser parte del gobierno, bajo la administración del Ministerio de Pesquería. Sin el apoyo económico de otrora y con la escasa visión empresarial estatal, deambulando en los últimos puesto desde 1975 el equipo solo se mantuvo en la categoría de honor hasta el Campeonato Descentralizado 1978, descendió hasta a la etapa nacional de la Copa Perú 1979 donde superó la primera etapa, pero quedó en 3° puesto en el hexagonal final que solo permitía el ascenso al campeón. No habiendo logrado el objetivo, sin una segunda división a la cual arribar (pues fue desactivada por el gobierno militar desde 1973) al año siguiente 1980 paso a la Región IX Metropolitana (al inicio no daba ascenso directo), que era una especie de liga superior que agrupaba equipos distritales solamente de Lima Metropolitana, (la región IV en ese entonces solo clasificaban por esa vía los equipos de Ica, del Callao y del resto de provincias del departamento de Lima) no brindaba pase directo a la primera división pero si a la etapa nacional, pese a las circunstancias el Defensor Lima logró salir subcampeón pero no basto para clasificar a la etapa nacional, siendo que solo clasificaba el campeón, regresó a la Región IX Metropolitana, que era la siguiente fase o categoría superior a la Liga Mayor de Fútbol de Lima.

### Retorno a la Segunda División 1985
Años después en 1985 siendo parte de la Liga Mayor de Fútbol de Lima sería invitado a disputar uno de los cupos de la Segunda División que logró con éxito luego de jugar la Intermedia B.
En 1987 quedó en 3° puesto como la anticipación de la gran campaña en la que conseguiría el ascenso, en 1988 retornó a primera división, de la mano de Roberto Chale, al coronarse campeón de la categoría de plata luego de vencer en partido de definición por penales a Juventud La Palma.

### Ascenso a Primera División 1989
Con el título accedió al torneo Metropolitano en la Primera División de 1989, un formato regional donde estaba sembrado en la zona Metropolitana, exclusiva para equipos de Lima, Callao e Ica, en su primer año se obtuvo resultados muy auspiciosos como una goleada a Universitario en su estadio el Lolo Fernández por 4 a 0,
Luego se dio un receso del torneo motivo a la participación de la selección Peruana en la Copa América 1989 y la Eliminatoria para el Mundial Italia 1990 por lo que se realizó la Copa Plácido Galindo en la final se enfrentó a Universitario en partidos de ida y vuelta ambos jugados en el Estadio Nacional definido mediante la tanda de penales, resultando campeón el Defensor Lima por 5–4 en un torneo que sí tuvo valor oficial porque brindó al campeón clasificación a la pre liguilla del Regional II de dicho año.
Se jugó en el Perú los Campeonatos Regionales hasta 1991. El 24 de marzo de 1991 debutó con la camiseta granate en primera división Julio César de Andrade Moura Julinho, el año donde el Defensor Lima llegó hasta la liguilla final del Regional II que le permitió en 1992, cuando se reestructuró el campeonato, ser uno de los equipos invitados a participar en el Campeonato Descentralizado 1992, por haber ocupado el cuarto puesto en el torneo metropolitano de 1991.

### Revalidación de categoría 1993
En 1993 finaliza en antepenúltimo lugar teniendo que jugar un repechaje ante FBC Aurora. El partido, jugado el 23 de enero de 1994 en el estadio Nacional, finalizó 3-3 venciendo luego Defensor en los penales 7–6, con excepcional actuación de su portero Miguel Munayco, que tapo 2 penales y anotó un gol en la ronda de penales, manteniendo el cuadro granate la categoría.

### Última campaña en Primera División 1994
En el Descentralizado de 1994, Defensor Lima terminó colero en el campeonato y descendiendo automáticamente de categoría, encajando sendas goleadas y un histórico y abultado marcador de 1 a 11 propinado por el entonces campeón de ese año Sporting Cristal, en ese año se dio a conocer la incompetente dirigencia y el mal momento que atravesaba el club. El 27 de noviembre de 1994 cerró su participación en la primera división con goleada en contra 1 a 6 ante Ciclista Lima marcando Luis Kajatt el último gol granate.

### Segunda División 1995
El equipo en la Segunda realizaría una actuación discreta e irregular. De retorno a la Segunda División en 1995 alcanzó el puesto número ocho, al año siguiente 1996 hubo un cambio de directiva pero circunstancias ajenas y de fuerza mayor cortaron dicha iniciativa repitiendo el puesto alcanzado el año anterior. En el siguiente año la FPF y la ADFP-SD determinó que fueran cuatro los equipos que desciendieran quedando el equipo penúltimo descendió al torneo Copa Perú 1998 para comenzar desde el torneo Interligas de Lima Metropolitana donde fue eliminado.

### Retorno a la Liga de origen 1999
Retorno a su liga de origen, la Liga Distrital de fútbol del Cercado de Lima. Durante la primera década del siglo XXI llegó a ganar su liga en el 2003 y tuvo algunas participaciones en el Interligas sin embargo mucho más no avanzó. Cumpliendo su aniversario 78° perteneciendo a la Liga Distrital de fútbol del Cercado de Lima. Atlético Defensor Lima, continuó participando en la primera distrital del Cercado de Lima hasta el año 2008.

### Afiliación a la Liga distrital de Breña 2010

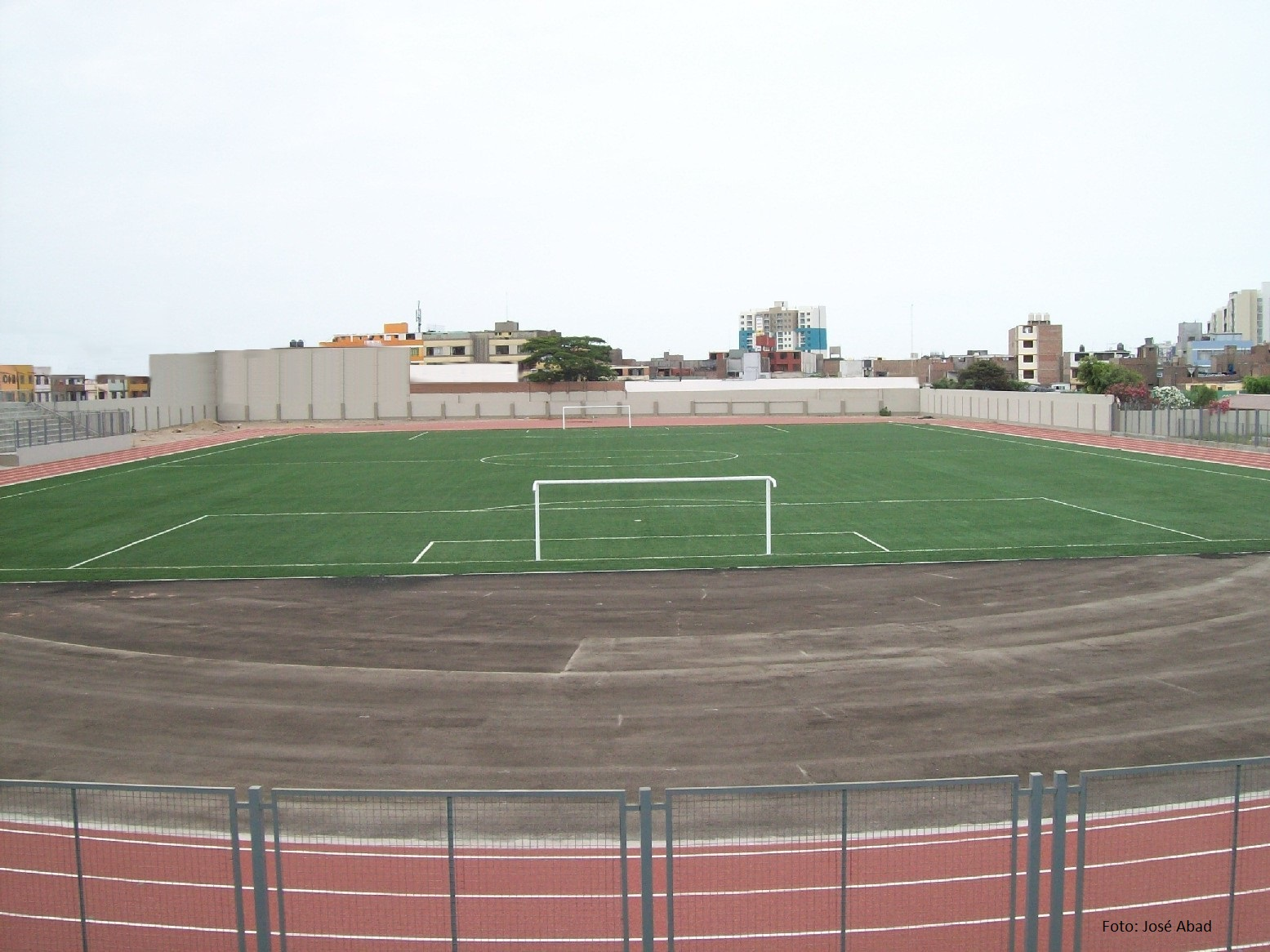
Estadio de la Gran Unidad Escolar Mariano Melgar en Breña.

El 2009 el club se desafilió de la Liga Distrital de fútbol del Cercado de Lima por motivo de localización se afilió desde el 2010 a la Liga Distrital de Fútbol de Breña donde pertenece en la actualidad a la Primera División de dicho distrito, como inicio del largo recorrido para ascender a la Primera División profesional o en su defecto a la Segunda División profesional, ambos torneos donde supo ser animador y hasta ganarlos (1 y 2 respectivamente) e incluso extender esas buenas participaciones representando bien al Perú en torneos internacionales, en este medio amateur a manera de una Tercera División] se disputan las diversas etapas de la Copa Perú, felizmente cada año se presentan nuevas ideas e iniciativas para fortalecer el "fútbol macho" como también es llamada la Copa Perú. La etapa distrital es la primera del torneo, la cual regularmente en Breña comienza a fines de febrero, en marzo o a inicios de abril y termina a inicios o mediados de mayo, de quedar entre los primeros (determinado por las bases dispuestas por la FPF), en su etapa provincial, clasifica al Interligas de Lima enfrentando a los clasificados de los demás distritos de Lima Metropolitana y así paulatinamente, de igual manera en los demás niveles de la competencia en las etapas departamental y nacional. En la temporada 2011, Atlético Defensor Lima logra alcanzar la cuarta posición de la liga, pero sin chance de clasificar a las Interligas de Lima. Al año siguiente, logra la sexta posición. Para el campeonato 2013, el club se sitúa en la tercera posición y a la clasificación al torneo de Interligas de Lima. Sin embargo, el club al no tener registros públicos actualizados, fue impedido de participar. En el torneo 2014, logra el segundo lugar de la serie B de la liga, pero pierde la definición de clasificación contra Computronic UPCI por 4 - 1, terminando en cuarta posición. Para el año siguiente, el club logra la quinta posición.

### Periodos 2016 al 2021
Habiendo sido eliminado en la etapa distrital en la Liga del Breña en su participación del 2015 fue su última participación en la Copa Perú a la fecha, pues el 2016 no se presentó en el torneo distrital. La razón fue que el campeonato de la liga se llevó a cabo en Chorrillos y no en Breña. Para la temporada 2017, los dirigentes del club deciden en no participar en la Liga de Breña. A los años siguientes (2018 y 2019) el club tampoco se presentan a la liga, ya que llevó el campeonato en otros estadios de otros distritos, y no de la jurisdicción de Breña. Sin embargo, sus canteras y divisiones menores permanecen operativas. En la temporada 2020, el club se reactivo para afrontar el campeonato de la primera división de Breña. Posteriormente, debido a la pandemia Covid-19 se paralizo todos las Ligas distritales hasta 2021, no se realizó los campeonatos de las ligas distritales en todo el país, por tal motivo. Sin embargo, se anunció la reanudación de los campeonatos distritales en febrero del 2022.

## Actualidad
El Club Atlético Defensor Lima es presidido por el Sr. Roberto Flores y su consejo directivo, Gestión 2022 - 2024; el equipo está afiliado a la Liga de Fútbol de Breña, donde participa en la primera división distrital. Por disposición de la Conmebol, también cuenta con un equipo de fútbol femenino que participó 5 temporadas en la primera división “Campeonato Metropolitano” organizado por la (FPF). El primer equipo que participa en la primera división de la Liga distrital de Breña es dirigido por Martin Cóndor y su comando técnico. Sin embargo, la institución tiene un segundo equipo afiliado a la Liga distrital de Magdalena del Mar.
Por razones desconocidas, el primer equipo que participa del ADL no llegó a concretar su participación en la Liga distrital de Breña. A pesar de ello, el segundo equipo (ADL-1931), confirma su participación en la Liga distrital de Magdalena del Mar. Los dirigentes de la liga de Magdalena, evidenciaron el fixture del campeonato,  confirmando la participación del ADL-1931. Al final del torneo, el segundo equipo (ADL-1931) logró posicionarse en el tercer puesto  de la serie. Adicionalmente perdió por 2-4 contra el Club Ruede El Balón, para la clasificación de mejor tercero de toda la liga.
El club ADL-1931 continua evolucionando y participando en la Liga distrital de Magdalena del Mar del presente año. Sin embargo, el equipo histórico y primario, hasta la fecha continua desafiliado y sin participación en alguna liga distrital. En la temporada 2023, el  club ADL-1931 logra el quinto puesto de la serie A de la liga distrital y sin lograr la clasificación a las Interligas.
En la actualidad, del Club Atlético Defensor Lima, el equipo primario e histórico, no confirman la fecha y temporada de la reincorporación del equipo a la Liga de Breña u utra liga distrital de la capital. A pesar de ello, se avanza las gestiones para poder lograrlo.

## Himno
La polca "Defensor Lima", interpretado por el grupo criollo Los Ases del Perú (dúo conformado por Eddy Martínez y Oswaldo Campos) y escrita por el autor y compositor peruano Felipe Coronel Rueda este último sentía un gran cariño por el barrio de Chacra Colorada que actualmente pertenece al distrito de Breña ya que fue lugar donde vivió su infancia desde 1932, a la cual también le compuso el vals "A mi barrio", siendo un hábil jugador de fútbol, se inspiró en el naciente equipo granate, símbolo del barrio en mención, incluso ambas melodías comparten un disco vinil de colección de 45 RPM en cuyo lado A figura la polca y el lado B el vals.
| Polca Defensor Lima                  |
| ------------------------------------ |
|                                      |
| Te recordamos siempre con orgullo    |
| Defensor Lima cuando te fundaron     |
| Con esas ansias de brazos juveniles  |
| Y presintieron aquellos muchachos    |
| Que con su fútbol de sana picardía   |
| Una escuela se formaría              |
| Que con su fútbol de sana picardía   |
| Una escuela se formaría.             |
|                                      |
| Defensor Lima desde tus albores      |
| Los que vistieron tu emblema granate |
| En la gramilla el corazón dejaron    |
| Hidalga herencia a tus carasucias    |
| Defensor Lima tu sueño se cumple     |
| Sin excepciones de clases ni edades  |
| Serás hogar pendón de los deportes   |
| Eres divisa blasón de nuestra Lima.  |
| Serás hogar pendón de los deportes   |
| Eres divisa blasón de nuestra Lima.  |

| Cántico y barra granate      |
| ---------------------------- |
|                              |
| Cántico                      |
| Mírala! que linda viene!     |
| mírala que linda va!         |
| es la barra carasucia!       |
| Defensor viene a alentar!    |
| No me importa donde Juegues! |
| siempre te voy a seguir      |
| Yo la quiero a la granate    |
| por ella voy a morir!        |
| Barra 1                      |
| ¡Desde Breña vengo           |
| que alegría tengo            |
| a la cancha voy!             |
| Por el Defensor.             |
| Barra 2                      |
| El Defensor Lima             |
| el Defensor                  |
| cambia de jugada             |
| según la ocasión.            |

## Emblema
El emblema del Defensor Lima, ha sufrido variaciones en el transcurso del tiempo. No se tiene registros de los emblemas del Defensor Chacra Colorada o del Deportivo Defensor Breña. Cuando el equipo se renombró como Defensor Lima, la insignia inicial estaba formada con un escudo granate, con un círculo blanco y con las letras granates con la inscripción CDL (que significa Club Defensor Lima). Posteriormente, la institución modificó el diseño a un escudo granate con letras blancas indicando ADL (que quiere decir Atlético Defensor Lima), para brindarle mayor realce. Este diseño se mantuvo por muchos años. Luego en el 2007, se modificó el emblema con una estrella arriba del escudo. El motivo fue por el aniversario del club y la estrella representaba el campeonato nacional de 1973. Este diseño se mantuvo hasta el año 2008 y 2009 en el uniforme alterno del club. Para el periodo 2010, el club volvió utilizar el emblema tradicional hasta 2013. Finalmente, el emblema volvió a ser modificado con una estrella dorada adicional en el 2014. Pero la interpretación de las estrellas cambió. Una representa el logro del campeonato nacional del 1973. La otra estrella representa el campeonato internacional, Copa Simón Bolívar del 1974.
Actualmente, el club alterna el uso del emblema tradicional y el emblema con las dos estrellas doradas.

## Uniforme
- Uniforme titular: Camiseta granate, pantalón blanco, medias blancas.
- Uniforme secundario: Camiseta blanca, pantalón blanco, medias blancas.
- Uniforme terciario: Camiseta granate, pantalón negro, medias negras.

#### Uniforme Titular 1931 al 2009
| 1931-1958 | 1965-1967 | 1972 | 1973 | 1976 | 1988 | 1989 | 1993-1997 | 1999-2002 | 2003-2006 | 2007-2009 |  |

#### Uniforme Titular 2008 al 2022
| 2008/2009 | 2008-2010 | 2011 | 2012 | 2013-2015 | 2012-2022 |  |

#### Uniforme Alterno 1960 al 1993
| 1960 | 1970-1979 | 1973/1974 | 1977-1979 | 1987-1990 | 1989/1990 | 1990-1992 | 1991 | 1992 | 1992-1993 | 1993 |  |

#### Uniforme Alterno 1995 al 2022
| 1995-1996 | 1996-1997 | 2002-2006 | 2007-2009 | 2010 | 2012-2022 |  |

### Indumentaria y patrocinador
| Periodo   | Proveedor |
| --------- | --------- |
| 1988-1989 |           |
| 1990-1992 |           |
| 1993      |           |
| 1993-1994 |           |

| Periodo   | Patrocinador |
| --------- | ------------ |
| 1988-1991 | Interbanc    |
| 1991-1992 |              |
| 1993      | CLAE         |
| 1994      | ERECTOL      |

## Datos del club
- Fundación: 31 de julio de 1931
- Posición Histórica entre equipos Peruanos en la Copa Libertadores de América: 11°[53]
  - El Club Atlético Defensor Lima junto a Universitario, Alianza Lima y Sporting Cristal son los únicos clubes Peruanos que han llegado a instancias semifinales.[54]
- Posición Histórica de la Primera División: 18°[55][56]
- Temporadas en Primera División: 24 
 (1961, 1962, 1963, 1964, 1965, 1966, 1967, 1968, 1969, 1970, 1971, 1972, 1973, 1974, 1975, 1976, 1977, 1978, 1989, 1990, 1991, 1992, 1993 y 1994).
- Temporadas en Segunda División: 10 
 (1958, 1959, 1960, 1985, 1986, 1987, 1988, 1995, 1996 y 1997).
- Temporada etapa nacional Copa Perú: 1 
 (1979).
- Temporadas en Liga mayor (Copa Perú Región IX): 5 
 (1980, 1981, 1982, 1983 y 1984).
- Temporadas en Liga Regional Lima, Callao y Balnearios: : No Disp 
 (.... y 1957).
- Temporadas en Liga distrital de Cercado de Lima: 12 
 (1998, 1999, 2000, 2001, 2002, 2003, 2004, 2005, 2006, 2007, 2008 y 2009).
- Temporadas en Liga distrital de Breña: 6 
 (2010, 2011, 2012, 2013, 2014[57] y 2015).
- Mejores Méritos:

Copa Segunda División.

  - En campeonatos nacionales de local: Atlético Defensor Lima 2:1 Deportivo Municipal  (fecha 2 del Campeonato Descentralizado 1992)
  - En campeonatos nacionales de local: Atlético Defensor Lima 1:1 Alianza Lima  (fecha 9 del Campeonato Descentralizado 1992)
  - En campeonatos nacionales de local: Atlético Defensor Lima 1:1 Universitario  (fecha 20 del Campeonato Descentralizado 1992)
  - En campeonatos nacionales de local: Atlético Defensor Lima 1:1 Sporting Cristal  (fecha 23 del Campeonato Descentralizado 1992)
  - En campeonatos nacionales de local: Atlético Defensor Lima 1:1 Deportivo Municipal  (fecha 17 del Campeonato Descentralizado 1993)
  - En campeonatos nacionales de visita: Deportivo San Agustín 1:1 Atlético Defensor Lima (fecha 3 del Campeonato Descentralizado 1992)
  - En campeonatos nacionales de visita: Sport Boys 2:3 Atlético Defensor Lima (fecha 4 del Campeonato Descentralizado 1992)
  - En campeonatos nacionales de visita: Deportivo Yurimaguas 0:2 Atlético Defensor Lima (fecha 16 del Campeonato Descentralizado 1992)
  - En campeonatos nacionales de visita: Sporting Cristal 1:2 Atlético Defensor Lima (fecha 18 del Campeonato Descentralizado 1993)
  - En campeonatos nacionales de visita: Unión Huaral 2:3 Atlético Defensor Lima (fecha 22 del Campeonato Descentralizado 1993)
  - En campeonatos nacionales de local: Atlético Defensor Lima 3:3 Melgar F.C.  (fecha 8 del Campeonato Descentralizado 1994)
  - En campeonatos nacionales de local: Atlético Defensor Lima 2:2 Ciclista Lima Association  (fecha 15 del Campeonato Descentralizado 1994)
  - En campeonatos nacionales de visita: Sport Boys 2:3 Atlético Defensor Lima (fecha 15 del Campeonato Descentralizado 1994)
- Mayor goleada conseguida:
  - En campeonatos nacionales de local:
    - Defensor Lima 9:0 Once Estrellas (24 de septiembre de 1988).[58] (Segunda División).
    - Defensor Lima 9:0 Defensor Kiwi (25 de enero de 1989).[58] (Segunda División).

  - En campeonatos nacionales de local: Atlético Defensor Lima 5:1 Cienciano (fecha 25 del Campeonato Descentralizado 1992)
  - En campeonatos nacionales de local: Atlético Defensor Lima 3:1 U.T.C. (fecha 5 del Campeonato Descentralizado 1993)
  - En campeonatos nacionales de local: Atlético Defensor Lima 3:1 León de Huánuco (fecha 19 del Campeonato Descentralizado 1993)
  - En campeonatos nacionales de local: Atlético Defensor Lima 3:1 Unión Minas (fecha 10 del Campeonato Descentralizado 1994)
  - En campeonatos nacionales de visita: Alfonso Ugarte (Trujillo) 1:8 Defensor Lima (18 de septiembre de 1966).[59] (Primera División).
  - En campeonatos nacionales de visita: Atlético Defensor Lima 4:0 Universitario  (5 de marzo de la Etapa Metropolitana de 1989)
  - En campeonatos nacionales de visita: C.N.I. 1:3 Defensor Lima (fecha 28 del Campeonato Descentralizado de 1992)
  - En campeonatos nacionales de visita: Deportivo San Agustín 0:6 Defensor Lima (fecha 29 del Campeonato Descentralizado de 1993)
  - En campeonatos internacionales de local: Defensor Lima 2:0 Sporting Cristal (17 de febrero de 1974).(Copa Libertadores).
  - En campeonatos internacionales de visita: Sporting Cristal 0:2 Defensor Lima (13 de marzo de 1974).(Copa Libertadores).

- Mayor goleada recibida:
  - En campeonatos nacionales de visita: Atlético Defensor Lima 1:3 Alianza Lima  (fecha 24 del Campeonato Descentralizado 1992)
  - En campeonatos nacionales de visita: Sport Boys 5:3 Atlético Defensor Lima (fecha 30 del Campeonato Descentralizado 1993)
  - En campeonatos nacionales de local: Atlético Defensor Lima 1:6 Deportivo Municipal  (fecha 2 del Campeonato Descentralizado 1994)
  - En campeonatos nacionales de visita: Deportivo San Agustín 4:0 Atlético Defensor Lima  (fecha 7 del Campeonato Descentralizado 1994)
  - En campeonatos nacionales de visita: Alianza Lima 4:0 Atlético Defensor Lima  (fecha 14 del Campeonato Descentralizado 1994)
  - En campeonatos nacionales de local: Defensor Lima 1:11 Sporting Cristal (31 de julio de 1994).[60] (Primera División).
  - En campeonatos nacionales de visita: Sporting Cristal 4:1 Atlético Defensor Lima  (fecha 28 del Campeonato Descentralizado 1994)
  - En campeonatos nacionales de visita: Ciclista Lima Association 6:1 Atlético Defensor Lima  (fecha 30 del Campeonato Descentralizado 1994)
  - En campeonatos nacionales de visita: Deportivo Municipal 11:0 Defensor Lima (11 de marzo de 2012).[61] (Liga distrital de Breña).
  - En campeonatos internacionales de local: Defensor Lima 1:4  Millonarios (24 de septiembre de 1974).(Copa Libertadores)
  - En campeonatos internacionales de visita:  Sao Paulo 4:0 Defensor Lima (27 de septiembre de 1974).(Copa Libertadores)

- Mejores puestos Nacionales:
  - Mejor puesto Primera División: 1º.
  - Mejor puesto Segunda División: 1º.
  - Mejor puesto Copa Perú: 3º.
  - Mejor puesto Regional Lima, Callao y Balnearios: 1º.
  - Mejor puesto Interligas de Lima Metropolitana: 2º.
  - Mejor puesto Liga distrital del Cercado de Lima: 1º.
  - Mejor puesto Liga distrital de Breña: 3º.

- Mejores puestos Internacionales:

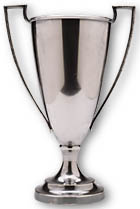
Copa Simón Bolívar.

  - Mejor puesto Copa Libertadores: 6º.
  - Mejor puesto Copa Simón Bolívar: 1º.

### Participaciones internacionales
| Torneo                           | Ediciones |
| -------------------------------- | --------- |
| Copa Libertadores de América (1) | 1974.     |
| Copa Simón Bolívar (1) (d)       | 1974.     |

(d): Torneo internacional desaparecido.

### Por competición
Nota: (d): Torneo internacional desaparecido.
| Torneo                       | Temp. | PJ | PG | PE | PP | GF | GC | Dif. | Pts. | Mejor desempeño |
| ---------------------------- | ----- | -- | -- | -- | -- | -- | -- | ---- | ---- | --------------- |
| Copa Libertadores de América | 1     | 10 | 4  | 1  | 5  | 8  | 12 | -4   | 9    | Semifinal       |
| Copa Simón Bolívar (d)       | 1     | 3  | 2  | 1  | 0  | 3  | 0  | +3   | 5    | Campeón         |
| Total                        | 2     | 13 | 6  | 2  | 5  | 11 | 12 | -1   | 14   | 1 Título        |

## Jugadores
Durante la historia de la institución han vestido la camiseta del club múltiples futbolistas que han dejado un gran legado en la institución. hay que mencionar al empresario pesquero Luis Banchero Rossi, quien decidió apoyar económicamente al cuadro de Breña, para convertirlo en un equipo poderoso. Pese a la muerte de Banchero, su apuesta dio posteriormente sus frutos.
De este modo, se contó con más de un jugador que era parte de la selección peruana y extranjeros de renombre en ese entonces. Entre ellos, Francisco Gonzales, Pedro Alexis González, Roberto Chale, Enrique Cassaretto, Miguel Ángel Tojo, Néstor Rafael Verderi, Miguel Ángel Converti, Gerónimo Barbadillo, Guillermo La Rosa, Teodoro Wuchi, Carlos Urrunaga, Pedro Ruiz, entre otros.
En lo que respecta a tantos convertidos, Francisco Gonzales es el goleador histórico del equipo granate por encuentros oficiales contando Primera División, Libertadores y torneos amistosos con 69 anotaciones entre 1967 y 1978 siendo seguido por Juan José Ávalos y el argentino Pedro Alexis González. 
El primer jugador de Defensor Lima en ser convocado a la Selección de fútbol de Perú fue Gerónimo Barbadillo, quien integró el plantel que ganó la Copa América de 1975.

### Goleadores

#### Máximos goleadores históricos
| N.° | Jugador               | Temporadas                              | Goles |
| --- | --------------------- | --------------------------------------- | ----- |
| 1   | Francisco Gonzales    | 1967-1968, 1970, 1973-1975 y 1977-1978. | 80    |
| 2   | Juan José Ávalos      | 1964-1969 y 1976-1978.                  | 51    |
| 3   | Pedro Alexis González | 1971-1974.                              | 42    |
| 4   | Teodoro Wuchi         | 1970-1973.                              | 35    |
| 5   | Carlos Urrunaga       | 1964-1968.                              | 34    |
| 6   | Guillermo La Rosa     | 1973-1975.                              | 29    |
| 7   | Gerónimo Barbadillo   | 1973-1975.                              | 27    |
| 8   | Miguel Ángel Tojo     | 1972-1973.                              | 23    |
| 9   | Julinho               | 1991-1992.                              | 19    |
| 10  | Miguel Ángel Converti | 1971-1972.                              | 18    |

#### Goleadores en la Primera División del Perú
| N.° | Jugador            | Temporada | Goles |
| --- | ------------------ | --------- | ----- |
| 1   | Carlos Urrunaga    | 1965      | 16    |
| 2   | Francisco Gonzales | 1972      | 20    |
| 3   | Francisco Gonzales | 1973      | 25    |

Fuente: RSSSF

#### Goleadores en torneos internacionales
| N.° | Jugador            | Torneo                  | Goles |
| --- | ------------------ | ----------------------- | ----- |
| 1   | Francisco Gonzales | Copa Simón Bolívar 1974 | 2     |
| 2   | Héctor Bailetti    | Copa Libertadores 1974  | 3     |

## Entrenadores

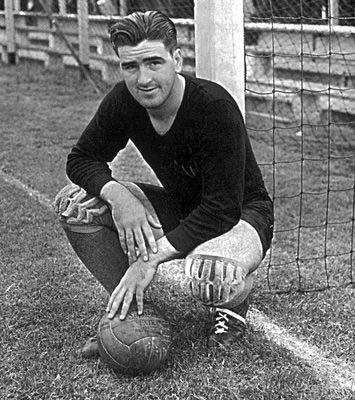
Roque Máspoli es considerado como uno de los entrenadores de más renombre que han pasado por el club y por el fútbol peruano.

El primer técnico que se le recuerda al club granate fue el peruano Adelfo Magallanes Campos, quien logró ascender a los carasucias a la Primera División en 1961 por primera vez en su historia. A partir de allí vinieron varios técnicos del equipo, donde destaca el uruguayo Roque Gastón Máspoli, quien logró como jugador la Copa Mundial de fútbol de 1950, siendo titular en el recordado Maracanazo y como entrenador llegó con un palmar exótico, 4 títulos de la Primera División de Uruguay, 1 Copa Libertadores y 1 Copa Intercontinental, todos con el Peñarol. A partir de lo que hizo el uruguayo vinieron otros técnicos reconocidos, pero que finalmente no lograron un título con la institución.
Ahora cuenta el club con Juan Martín Cóndor Pastor como entrenador con el objetivo de obtener el título de la liga distrital.
- Adelfo Magallanes (1960-1961)
- Erwin Hieger (1962)
- Marcos Calderón (1963)
- Juan Honores (1965-1966)
- Manuel Giúdice (1967)
- José Chiarella (1970)
- Manuel Giúdice (1971)
- Roque Gastón Máspoli (1971-1974)
- José Fernández (1974-1975)
- Luis Roth (1976)
- José Chiarella (1977)
- Alejandro Heredia (1978)
- José del Castillo (1989)
- José Fernández (1989-1990)
- José Carlos Amaral (1991)
- Fernando Cuéllar Ávalos (1992)
- José Chiarella (1993-1994)

### Entrenadores campeones
| N.º | Entrenador               | Período   | Títulos                                                 |
| --- | ------------------------ | --------- | ------------------------------------------------------- |
| 1   | Roque Gastón Máspoli     | 1971-1974 | Campeonato Descentralizado 1973 Copa Simón Bolívar 1974 |
| 2   | Roberto Chale            | 1988      | Segunda División 1988                                   |
| 3   | José del Castillo        | 1989      | Torneo Plácido Galindo 1989                             |
| 4   | Adelfo Magallanes Campos | 1960-1961 | Segunda División 1960                                   |

## Palmarés

### Torneos nacionales
| Competición nacional          | Títulos     | Subcampeonatos |
| ----------------------------- | ----------- | -------------- |
| Primera División del Perú (1) | 1973.       |                |
|                               |             |                |
| Segunda División del Perú (2) | 1960, 1988. |                |

#### Copas nacionales
| Competición nacional       | Títulos | Subcampeonatos |
| -------------------------- | ------- | -------------- |
| Torneo Plácido Galindo (1) | 1989.   |                |

### Torneos internacionales (1)
| Competición internacional | Títulos | Subcampeonatos |
| ------------------------- | ------- | -------------- |
| Copa Simón Bolívar (1)    | 1974.   |                |

### Torneos regionales
| Competición regional                     | Títulos     | Subtítulos        |
| ---------------------------------------- | ----------- | ----------------- |
| Liga Provincial de Lima (0/1)            |             | 1980.             |
| Liga Distrital del Cercado de Lima (2/3) | 1951, 2003. | 2000, 2002, 2008. |

## Otras secciones deportivas

### Equipo de Baloncesto
El proyecto de Luis Banchero Rossi con el Defensor Lima, incluía varias disciplinas incluidas en un afiche promocional, la que tuvo mayor revuelo mediático fue el equipo de Baloncesto, integrado por Walter Fleming, Eduardo Airaldi Quiñones, Bruno Ferraro, Carlos "Chino" Vásquez, entre otros baloncestistas destacados de la época, incluso el gran Pocho Rospigliosi en la revista Ovación en 1976 destacó el hecho. Cuando comenzaba a plasmarse, por desgracia esto fue truncado de forma inverosímil por lo indicado líneas arriba.

### Equipo de Fútbol Máster
El Defensor Lima en convenio marco se inscribió en la Asociación Peruana de Fútbol Máster (APFM), afiliado a la FPF, los jugadores que vistieron los colores granate: Pedro Prado, Alfonso Reyna, Roberto Palacios, Salvador Heresi, Christian del Mar, Julio Rivera, Manuel Davila, Dany Chumpitaz, Martín Rodríguez, Santiago Salazar, Israel Aranguri, entre otros. Los Directores Técnicos: Julio Meléndez, Pedro Bonelli, entre otros.
El Defensor Lima se retiró del torneo de verano máster, del mismo año, el 23 de abril de 2014 siendo reemplazado por el Íntimos de San Miguel, en el torneo máster de primera división del mismo año si participó, pero no clasificó a la liguilla por el campeonato. Desde el 2015 no participa. Sin embargo, el club organiza campeonatos internos máster. Adicionalmente participa como invitado en campeonatos o torneos máster organizado por otros equipos de la capital. 

#### Uniforme 2011 al 2013
| Titular 1 | Titular 2 | Titular 3 | Titular 4 | Titular 5 | Titular 6 |  |

#### Títulos máster
- Primera división máster 2011.[68]

- Torneo de verano 2012.[69]

- Torneo de verano 2013.[70]

### Equipo de fútbol femenino
El Club Atlético Defensor Lima fundado el 4 de diciembre de 2014, un equipo femenino de fútbol (que viste las sedas granates), afiliado desde el año 2015, por primera vez en la Primera División de Fútbol Femenino del Perú (forma parte del proyecto desafío 2020), el torneo de Primera División Metropolitano de Fútbol es la primera etapa, la siguiente son las liguillas: Liguilla de Plata para establecer el orden final y Liguilla de Oro para definir la clasificación por el título nacional, donde se enfrentara a los campeones de 8 regiones en el Campeonato Nacional de Fútbol Femenino, el campeón nacional clasifica a la Copa Libertadores Femenina. En la actualidad, se está reestructurando el equipo y la división de menores femenina. Por lo tanto, aun no tiene participación en campeonatos femeninos. 
- La temporada 2015, el torneo Metropolitano fue disputado entre equipos de Lima y el Callao, finalizando en el 11° puesto. Las esforzadas féminas clasificaron a la Liguilla de Plata. Se disputó la mayoría de los partidos en la Videna.

- La temporada 2016, el torneo Metropolitano fue disputado entre equipos de Lima y el Callao, mejorando su ubicación con respecto al año anterior, finalizando en el 10° puesto. Terminó su participación pues no se disputó la Liguilla de Plata correspondiente. Se disputó la mayoría de los partidos en la Videna.

- La temporada 2017 sufrió un cambio sustancial pues el torneo antes llamado Metropolitano de Primera División pasó a ser amateur y a formar parte de la nueva Copa Perú Femenina (enlace roto disponible en Internet Archive; véase el historial, la primera versión y la última)., por falta de equipos distritales en Lima todos los equipos participantes este año pasan directamente a la etapa Provincial entre equipos de Lima y el Callao, los partidos se desarrollan en diversos escenarios.

#### Uniforme 2014 al presente
| Titular 1 | Titular 2 | Titular 3 | Titular 4 | Titular 5 | Titular 6 | Titular 7 |  |

## Equipos relacionados y no relacionados
- Defensor Lima F.C.
- Atlético Defensor Lima Carasucias
- Defensor Canteras
- Defensor F.C.